# Secret Garden (Bruce Springsteen)
Secret Garden is een nummer van de Amerikaanse zanger Bruce Springsteen uit 1995. Het nummer verscheen als nieuw nummer op het Greatest Hits-album van Springsteen.
Springsteen had "Secret Garden" aanvankelijk gerschreven voor het album Human Touch uit 1992, maar nam het pas in 1995 op. Het nummer komt terecht op het Greatest Hits album. Het nummer wordt in Amerika uiteindelijk een radiohit wanneer een DJ het mixt met de beroemde "You had me at hello" quote van Rene Zellweger in de film Jerry Maguire, "Secret Garden" is namelijk onderdeel van de soundtrack van die film.
Het nummer haalde de 19e positie in de Amerikaanse Billboard Hot 100. In de Nederlandse Top 40 had het nummer minder succes met een 37e positie. De Vlaamse Ultratop 50 werd niet gehaald.

## NPO Radio 2 Top 2000
| Nummer met noteringen in de NPO Radio 2 Top 2000 | '99  | '00 | '01 | '02 | '03 | '04  | '05  | '06  | '07  | '08  | '09  | '10  | '11  | '12  | '13  | '14  | '15  | '16  | '17  | '18  | '19  | '20  | '21  | '22  | '23  | '24  |
| ------------------------------------------------ | ---- | --- | --- | --- | --- | ---- | ---- | ---- | ---- | ---- | ---- | ---- | ---- | ---- | ---- | ---- | ---- | ---- | ---- | ---- | ---- | ---- | ---- | ---- | ---- | ---- |
| Secret Garden                                    | 1169 | -   | 828 | 979 | 981 | 1170 | 1244 | 1309 | 1164 | 1182 | 1781 | 1713 | 1643 | 1676 | 1233 | 1625 | 1411 | 1637 | 1921 | 1973 | 1665 | 1911 | 1941 | 1985 | 1989 | 1601 |

1. ↑  Een '-' betekent dat het nummer niet was genoteerd en een vetgedrukt getal geeft de hoogste notering aan.

E Street Band: Bruce Springsteen · Roy Bittan · Nils Lofgren · Patti Scialfa · Garry Tallent · Steven Van Zandt · Max Weinberg
Jake Clemons · Charles Giordano · Soozie Tyrell
Voormalige leden: Ernest Carter · Clarence Clemons · Danny Federici · Vini Lopez · David Sancious
Voormalige tourmuzikanten:
Everett Bradley · Barry Danielian · Clark Gayton · Curtis King · Suki Lahav · Ed Manion · The Miami Horns · Cindy Mizelle · Michelle Moore · Tom Morello · Curt Ramm · Jay Weinberg